# 茨城交通勝田営業所
茨城交通勝田営業所（いばらきこうつうかつたえいぎょうしょ）は、茨城県ひたちなか市東石川に位置する茨城交通の営業所。一般路線バス、高速バス、空港連絡バスを運行するほか、ひたちなか市コミュニティバス「スマイルあおぞらバス」の運行を受託している。

## 概要
バス車庫は勝田営業所のほか、傘下に佐和車庫と北茨城出張所を有する。
佐和車庫は、ひたちなか市コミュニティバス「スマイルあおぞらバス」、勝田特別支援学校スクールバス、常陸那珂火力発電所送迎バス用の車両などが配置されている。コミュニティバス専用の小型車（日野・ポンチョ）や、一般塗装の小型車（日野・リエッセ）も在籍する。

## 現行路線

### 一般路線
- 17：勝田駅西口 - 水戸工場前 - 西山団地入口 - 津田 - 市毛十文字 - 枝川 - 水戸駅
- 21：茨大前営業所 - 栄町 - 大工町 - 水戸駅 - 枝川 - 市毛十文字 - 日工前 - 勝田駅前 - 薬師台 - 富士山 - 本郷台団地 - 東中根団地
- 34：茨大前営業所 - 栄町 - 大工町 - 水戸駅 - 枝川 - 市毛十文字 - 日工前 - 勝田駅前 - 東大島 - 外野 - 勝田営業所
- 35：茨大前営業所 - 栄町 - 大工町 - 水戸駅 - 枝川 - 市毛十文字 - 水戸工場前 - 東海工場前 - 笠松運動公園 - 石神二軒茶屋 - 東海駅西口
- 勝田駅前 - 薬師台 - 富士山 - 本郷台団地 - 東中根団地
- 勝田駅前 - ひたちなか市役所前 - 本郷台団地 - 東中根団地
- 勝田駅 - 東大島 - 外野 - 勝田営業所
- 茨大前営業所 - 栄町 - 大工町 - 水戸駅 - 枝川 - 市毛十文字 - 水戸工場前 - 東海工場前 - 東稲田 - 勝田営業所
- 勝田駅 - ひたちなか市役所前 - 深谷津 - 足崎団地 - 深谷津 - ひたちなか市役所前 - 勝田駅
- 勝田営業所 - 日本加工紙- 足崎団地 - 深谷津 - ひたちなか市役所前 - 勝田駅
- 勝田駅 - ひたちなか市役所前 - 本郷台団地入口 - 馬渡十文字 - ジョイフル本田 - 海浜公園西口 - 安全運転中央研修所 - 海浜公園南口
- 勝田駅 - ひたちなか市役所前 - 本郷台団地入口 - 馬渡十文字 - ジョイフル本田 - 海浜公園西口 - 安全運転中央研修所
- 東海駅東口 - 真崎十文字 - 原研前 - 村松宿 - 茨城東病院
- 東海駅東口 - 真崎十文字 - 原研前 - 虚空蔵尊前 - 茨城東病院 - JA長砂 - ジョイフル本田 - 海浜公園西口
- 東海駅東口 - 村立東海病院 - 緑が丘団地 - 南台南 - フローレスタ須和間 - 東海駅東口（須和間循環右回り）
- 東海駅東口 - 村立東海病院 - 緑が丘団地 - 南台南
- 東海駅東口 - フローレスタ須和間 - 南台中央 - 緑が丘団地 - 村立東海病院 - 東海駅東口（須和間循環左回り）
- 追分 - 横並木入口 - 森の前

### 高速路線

#### 勝田・東海線
- 原子力機構前・東海駅東口・勝田営業所・勝田駅東口・海浜公園入口・水戸大洗IC - 八潮パーキングエリア・都営浅草駅・上野駅・東京駅
  - 冬季を除き一往復が安全運転中央研修所、海浜公園西口にも停車する。
  - 八潮パーキングエリアには上り便のみ、つくばエクスプレス（八潮駅）への乗継希望者がいる場合のみ停車[1]。
  - 2013年（平成25年）12月15日より上り便に限り都営浅草駅、上野駅に停車するようなった。上りは常磐道守谷SAで解放休憩がある。
  - 茨城交通の単独運行[2]。

#### 成田空港線
- ローズライナー：日立駅中央口・新田中内・東海駅東口・勝田営業所・勝田駅西口・水戸駅南口・水戸大洗IC・新鉾田駅・水郷潮来バスターミナル - 成田空港
  - 神峰営業所、日立南営業所、千葉交通（成田営業所）との共同運行[3]。

#### 羽田空港線
- 日立駅中央口・新田中内・東海駅東口・勝田営業所・勝田駅西口・水戸駅南口・水戸大洗IC - 羽田空港
  - 神峰営業所との共同運行[4]。

#### 名古屋線
- 日立駅中央口・東海駅東口・勝田営業所・勝田駅西口・水戸駅南口・赤塚駅北口・つくばセンター - 東名豊田 - 名古屋駅太閤通口
  - 常磐道守谷SAと新東名高速岡崎SAで解放休憩がある。
  - 茨城交通の単独運行[5]。

## 廃止路線
- 13：茨大前営業所 - 新原 - 自由ヶ丘 - 大工町 - 水戸駅 - 三高下 - 浜田営業所 - 吉沼 - 金上駅 - 勝田駅 - 勝田営業所
- 33：茨大前営業所 - 県庁前 - 水戸駅 - 勝田駅 - 金上駅 - 東中根 - 半四郎 - 横並木入口 - 旧道村松 - 東海駅
- 34：茨大前営業所 - 水戸駅 - 勝田駅 - 須和間 - 東海駅
- 36：水戸駅 - 枝川 - 市毛十文字 - 水戸工場前 - 東海工場前 - 笠松運動公園 - 石神二軒茶屋 - 石名坂 - 大沼 - 金沢 - 電鉄プラザ前 - 諏訪 - 油縄子仲町 - 日製病院前 - 銀行前 - 日立駅中央口
  - 日立電鉄との共同運行で回数乗車券も相互利用できた。
- 37：茨大前営業所 - 栄町 -大工町 - 水戸駅- 枝川 - 市毛十文字 - 水戸工場前 - 東海工場前 - 笠松運動公園 - 石神二軒茶屋 - 東海駅 - 原研前 - 日立港
- 38：茨大前営業所 - 栄町 -大工町 - 水戸駅- 枝川 - 市毛十文字 - 水戸工場前 - 東海工場前 - 笠松運動公園 - 石神二軒茶屋 - 大橋駅前 - 本町十文字（久慈浜）
- 勝田駅 - 市役所前 - 深谷津 - 横並木 - 佐和駅 - 柏野団地
- 勝田駅 - コロナ電気 - 稲田十文字 - 柏野団地
- 勝田駅 - 金上駅 - 西中根 - 東中根 - 福祉センター
- 勝田営業所 - 勝田駅 - 水戸工場 - 駒形団地
- 勝田営業所 - 勝田駅 - 日工前 - 市毛十文字 - 下野 - 上菅谷駅
- 勝田営業所 - 勝田駅 - 日工前 - 市毛十文字 - 稲田十文字 - 上菅谷駅口- 南瓜連 - 大宮駅前 - 大宮営業所
- 東海駅 - 石神二軒茶屋 - 笠松 - 上菅谷駅
- 東海駅 - 亀下公民館
- 東海駅東口 - 東海村役場 - 大山台 - 笠松運動公園陸上競技場 - 舟石川小学校 - 東海駅東口（2021年3月31日をもって廃止）
- 東海駅東口 - 東海村役場 - 大山台 - 笠松運動公園陸上競技場（2021年3月31日をもって廃止）

## 北茨城出張所
茨城交通勝田営業所北茨城出張所（いばらきこうつうしゅっちょうじょ）は、茨城県北茨城市にある勝田営業所傘下の出張所。
常磐線南中郷駅から東に500mほど離れたところにあり、茨城県立北茨城特別支援学校に隣接している。また当出張所は同校のスクールバスを担当している。

### 所属車両
- スクールバス4台